# Liste von Ortsbezeichnungen der Kolonialzeit in Osttimor

Landkarte von Portugiesisch-Timor mit den kolonialen Namen (1937)

Diese Liste führt die Ortsbezeichnungen der Kolonialzeit in Osttimor auf, die von der portugiesischen Kolonialmacht eingeführt (exonymische koloniale Oikonyme), später aber wieder durch einheimische oder traditionelle Namen ersetzt wurden.
Mit dem Diploma Legislativo N° 90 vom 20. Juni 1936 wurden unter Gouverneur Raúl de Antas Manso Preto Mendes Cruz portugiesische Ortsbezeichnungen für verschiedene Zentren von Portugiesisch-Timor eingeführt. Allerdings fand keiner dieser Namen großen Zuspruch, weswegen man schon bald nach dem Zweiten Weltkrieg zu den traditionellen Ortsnamen zurückkehrte. Portugiesische Straßennamen verschwanden in der indonesischen Besatzungszeit (1975–1999) und seit November 2015 im unabhängigen Osttimor, doch auch hier blieben Namen bewusst bestehen, wie zum Beispiel die Avenida de Portugal in der Landeshauptstadt Dili.
Ohne Anspruch auf Vollständigkeit, werden im Folgenden die wichtigsten Umbenennungen aufgelistet, nach Gemeinden sortiert.
| Kolonialname                        | heutiger Name          | Gemeinde        | Namensursprung                                                               |
| ----------------------------------- | ---------------------- | --------------- | ---------------------------------------------------------------------------- |
| Nova Benfica                        | Afaloicai (Uatucarbau) | Viqueque        | der Lissabonner Stadtteil Benfica                                            |
| Vila General Carmona                | Aileu                  | Aileu           | General und Staatspräsident Carmona                                          |
| Atalaia                             | Atabae                 | Bobonaro        | Orte in Portugal                                                             |
| Nova Ourém                          | Atsabe                 | Ermera          | der Ort Ourém in Portugal                                                    |
| Nova Gouveia                        | Fohoren                | Cova Lima       | der Ort Gouveia in Portugal                                                  |
| Novo Luso                           | Hato-Udo               | Ainaro          | der Ort Luso in Portugal                                                     |
| Viriato                             | Hatu-Builico           | Ainaro          | lusitanischer Rebellenführer Viriathus                                       |
| Caxias do Extremo                   | Batugade               | Bobonaro        | der Ort Caxias in Portugal                                                   |
| Vila Salazar                        | Baucau                 | Baucau          | Diktator Salazar                                                             |
| Vila Eduardo Marques                | Bazartete              | Liquiçá         | Kolonialverwalter Eduardo Augusto Marques                                    |
| Vila Armindo Monteiro (später Aubá) | Bobonaro               | Bobonaro        | Kolonialpolitiker Armindo Monteiro                                           |
| Nova Portel                         | Caimau                 | Aileu           | der Ort Portel in Portugal                                                   |
| Arcos                               | Cassa                  | Ainaro          | portugiesisches Wort für „Bögen“                                             |
| Nova Nazaré                         | Com                    | Lautém          | der Ort Nazaré in Portugal                                                   |
| Nova Anadia                         | Fatuberlio             | Manufahi        | nach dem Ort Anadia in Portugal                                              |
| Nova Monchique                      | Fatululic              | Cova Lima       | nach dem Ort Monchique in Portugal                                           |
| Nova Caminha                        | Fatumaquerec           | Manatuto        | der Ort Caminha in Portugal                                                  |
| Oliveira                            | Fatumea                | Cova Lima       | portugiesisches Wort für „Olivenbaum“                                        |
| Vila de Aviz                        | Fuiloro                | Lautém          | der Ort Avis in Portugal                                                     |
| Vila Celestino da Silva             | Hatolia Vila           | Ermera          | Gouverneur José Celestino da Silva                                           |
| Nova Âncora                         | Ililai (Laivai)        | Lautém          | der Ort Âncora in Portugal                                                   |
| Vila Nova de Malaca                 | Lautém                 | Lautém          | die frühere portugiesische Besitzung Malakka                                 |
| Nova Óbidos                         | Letefoho               | Ermera          | nach dem Ort Óbidos                                                          |
| Silvícola                           | Lore                   | Lautém          | [ 5 ]                                                                        |
| Mindelo                             | Maubisse               | Ainaro          | der Ort Mindelo in Portugal                                                  |
| Valverde                            | Nunuhenu               | Oe-Cusse Ambeno | Orte in Portugal                                                             |
| Vila de Ourique                     | Laclubar               | Manatuto        | der Ort Ourique in Portugal                                                  |
| Bela Vista                          | Quelicai               | Baucau          | wörtlich: „Schöne Aussicht“, auf manchen Karten „Boa Vista“ für „gute Sicht“ |
| Belas                               | Ossu                   | Viqueque        | der Ort Belas in Portugal                                                    |
| Vila Taveiro                        | Pante Macassar         | Oe-Cusse Ambeno | der Ort Taveiro in Portugal                                                  |
| Vila Filomeno da Câmara             | Same                   | Manufahi        | Kolonialverwalter Filomeno da Câmara                                         |
| Nova Algés                          | Tibar                  | Liquiçá         | nach dem Ort Algés in Portugal                                               |
| Nova Sagres                         | Tutuala                | Lautém          | der Ort Sagres in Portugal                                                   |
| Póvoa de Loureiro                   | Uaicana                | Baucau          | wörtlich: „Weiler des Lorbeerbaums“                                          |
| Leça                                | Uato-Lari              | Viqueque        | nach dem Fluss Rio Leça in Portugal                                          |
| Vila Viçosa                         | Venilale               | Baucau          | der Ort Vila Viçosa in Portugal                                              |

Einige Orte tragen noch heute Bezeichnungen mit klarer portugiesischer Herkunft, beispielsweise
- Quinta de Portugal (Gemeinde Aileu)
- Dom Aleixo (Gemeinde Dili)
- Mascarenhas (Gemeinde Dili)
- Mata Nova (Suco Fatubessi, Gemeinde Ermera)
- Vera Cruz (Gemeinde Dili)
- Vila Verde (Gemeinde Dili)
- Santa Cruz (Gemeinde Dili)

## Verwaltungseinheiten während der portugiesischen Kolonialzeit
- Fronteira
- São Domingos
- Suro